# Christoph Grillhösl
Christoph Grillhösl, né le 16 novembre 1978, est un sauteur à ski allemand.

## Biographie
Il est membre du club WSV-DJK Rastbüchl.
Il effectue la meilleure saison de sa carrière en 2000-2001, où il finit deuxième de la Coupe continentale derrière Akseli Lajunen, obtenant trois podiums dans cette compétition cet hiver. En février 2001, il prend part à son unique concours dans l'élite du saut à ski, la Coupe du monde à Willingen, marquant des points avec une 27e place.
Il saute au niveau international jusqu'en 2002.

## Palmarès

### Coupe du monde
- Meilleur classement général : 75e en 2001.
- Meilleur résultat individuel : 27e.

#### Classements généraux
| Compet'/Année | Compet'/Année | Classement général | Classement général |
| ------------- | ------------- | ------------------ | ------------------ |
| Compet'/Année | Compet'/Année | Class.             | Points             |
| 2001          | 2001          | 75e                | 4                  |

### Coupe continentale
- 2e du classement général en 2001.
- 3 podiums.